# Abschnittsbefestigung Hünenring
Die Abschnittsbefestigung Hünenring ist eine abgegangene vorgeschichtliche Abschnittsbefestigung (Hünenburg) auf einem Bergsporn der Rieder Leite bei dem Ortsteil Ried des Marktes Dollnstein im Landkreis Eichstätt in Bayern. 
Der Name der Anlage stammt wohl von den dortigen Felsblöcken, die von Hünen, also riesenhaften Wesen dort abgelegt worden sein sollen. Über diese Abschnittsbefestigung sind keine geschichtlichen Informationen bekannt, nach der Art der Befestigung, bzw. der Torsituation, die der des Ringwalles Schellenburg bei Kinding oder dem der Abschnittsbefestigung Michaelsberg bei Kipfenberg ähnelt, könnte sie aus der Urnenfelderzeit stammen. Archäologische Grabungen fanden am Hünenring noch nicht statt. Erhalten hat sich von der Anlage nur ein Abschnittswall, die Stelle ist als Bodendenkmal unter der Nummer D-1-7132-0062 und mit der Bezeichnung „Abschnittsbefestigung vorgeschichtlicher Zeitstellung“ geschützt.

## Geographische Lage
Die Abschnittsbefestigung befindet sich in einem Waldgebiet 950 Meter westsüdwestlich der Ortskapelle von Ried oder 4140 Meter südsüdwestlich der katholischen Pfarrkirche von Dollnstein auf einer nach Süden vorspringenden Bergzunge. Dieser maximal 507,8 m ü. NHN hohe Bergvorsprung wird durch steil abfallende Berghänge, der sogenannten Rieder Leite zum östlich liegenden Wellheimer Trockental und zu dem an der West- und Südseite befindlichen Bäcker- oder Bäckental begrenzt, nach Norden schließt sich nach einem nur wenige Meter tiefer liegenden Bergsattel eine ebenfalls bewaldete Hochfläche an. Die Befestigung liegt etwa 100 Höhenmeter über dem Trockental. Die Bergzunge des Hünenringes bildet auch den südlichen Teil des FFH-Gebietes Buchenwälder auf der Albhochfläche.
Einige Meter unterhalb des Hünenringes, auf etwa 430 m ü. NHN Höhe liegt die Höhlenruine Beixenstein, aus der ebenfalls Funde aus verschiedenen Epochen der Vorgeschichte gefunden wurden.

## Beschreibung
Die Höhenburganlage wird durch einen 150 Meter langen Steinwall an einer Engstelle der Bergzunge, bei dem Übergang zum südlichen Ende des Bergsattels, von der anschließenden Hochfläche abgeschnitten. Die Höhe des Walles beträgt heute noch etwa 2,50 Meter über dem Niveau des vorliegenden Geländes, über die Innenfläche der Befestigung ragt er noch 1,50 Meter auf. Dieser Wall zieht sich einige Meter an der westlichen Hangkante zum Bäckertal entlang und biegt dann an der Engstelle nach Osten um. Er verläuft dann mit einem nach Norden ausgreifenden Bogen zur östlichen Hangkante, bevor er jedoch diesen Steilhang erreicht, biegt er nach Süden um, und bildete so den früheren Zugang zur Anlage. Diese nach Süden führende Torwange ist etwa 30 Meter lang und flankierte einen vier Meter breiten Torweg. Am Ende der Torwange liegt ein runder Steinhügel mit einem Durchmesser von elf Metern und einer Höhe von nur noch 0,70 Meter. Ein zweiter, ähnlicher Hügel mit einem Durchmesser von 13 Metern und einer Höhe von 1,70 Meter befindet sich nördlich der Torsituation, beide sind möglicherweise die Reste von Verteidigungsbauten des Zuganges.